# Acacia repanda
Acacia repanda — вид квіткових рослин з родини бобових. Ареал: Австралія (Західна Австралія).

## Середовище
Він часто розташований навколо відслонень граніту, що росте на піщаних або суглинних ґрунтах як частина угруповань вересу чи чагарників.

## Біоморфологічна характеристика
Це кущ округлої або зворотноконічної форми, що зазвичай досягає висоти від 0,5 до 2 метрів. Рослина з одним стеблом і багатьма гілками, має кору, що відстає стрічками та гілочки, які мають розлогі волоски. Вічнозелені філодії жорсткі, голі та сіро-зелені, від округлих у перерізі до плоских, від лінійної до лінійно-прямоланцетної форми, яка трохи або помірно зігнута, мають довжину від 2,5 до 6 см і ширину від 1 до 3 мм і мають вісім видатних жилок з глибокими борознами між кожною. Цвіте з червня по серпень, утворюючи жовті квітки. Прості суцвіття розташовані парами в пазухах із сидячими і сферичними або широко еліпсоїдними головами завдовжки від 5 до 8 мм і в діаметрі від 4 до 5 мм, які містять від 20 до 25 квіток золотистого кольору. Стручки вузькопродовгуватої форми, мають довжину близько  см і ширину близько 4 мм і волохаті з золотистими або білими волосками та деякими дрібнішими червоними смоляними волосками. Блискуче насіння від темно-коричневого до чорного також іноді має плямисто-жовтий колір, має широкоеліптичну або видовжено-яйцеподібну форму та довжину від 2,5 до 3 мм.